# Vivus
Vivus (Eigenschreibweise „VIVUS“) ist ein US-amerikanisches Pharmaunternehmen, das seit 1991 zuerst an der amerikanischen Technologiebörse NASDAQ unter dem Kennzeichen VVUS gelistet war und unterdessen mit dem Ticker VVUSQ auf dem OTC Bulletin Board (Pink Sheets) gehandelt wird. Der Hauptsitz ist in Campbell, Kalifornien. Das Unternehmen entwickelt in erster Linie Arzneimittel, bei deren Anwendung eine Erhöhung der Lebensqualität im Vordergrund steht (d. h. Abnehmen resp. erektile Dysfunktion). Das GKV-Modernisierungsgesetz schließt – in Deutschland – dafür eine Erstattung seitens der Krankenkassen aus.

## Produkte
Vivus hat folgende Produkte im Markt:
- Avanafil (Handelsname  in EU: Spedra; in USA: Stendra)
- Kombinationspräparat aus Phentermin und Topiramat (Zulassung in der EU abgelehnt; Handelsname in USA: QSYMIA)

Eine Zulassung des o.a. Kombinationspräparates für die EU (vorgesehener Handelsname: Qsiva) wurde im Oktober 2012 von dem Committee for Medicinal Products for Human Use (CHMP) der Europäischen Arzneimittel-Agentur (EMA) abgelehnt. Ein von Vivus initiiertes Wiederaufnahmeverfahren endete im Februar 2013 mit einer erneuten Ablehnung.
Im September 2017 gewährte die Europäische Arzneimittel-Agentur (EMA) dem Unternehmen den Orphan Drug Status für Tacrolimus zur Behandlung der Pulmonalen Hypertonie (PAH).
Am 7. Juli 2020 meldete Vivus Inc. Insolvenz nach Chapter 11 an.